# Fifth and Fifth Building
Fifth and Fifth Building (auch: Texaco Building) ist ein hohes Bürogebäude in Calgary, Alberta, Kanada. Das Gebäude befindet sich an der 605 5th Avenue South West in Calgary und erreicht eine Höhe von 140 Metern und verfügt über 35 Etagen. Es wurde im Jahr 1980 fertiggestellt. Das Gebäude gehört der GWL Realty Advisors Inc. Das Gebäude ist an Calgarys Skywalk angeschlossen und verfügt über 244 Parkplätze. In dem Gebäude haben mehrere Unternehmen Büroflächen angemietet.